# Sander van Weert
Sander van Weert (Schijndel, 28 september 1992) is een Nederlands voetballer. De middenvelder staat vanaf het seizoen 2015/16 onder contract bij VV UNA.